# Druhá přírodovědecká expedice Národního muzea v Praze do Íránu
Druhá přírodovědecká expedice Národního muzea v Praze do Íránu proběhla od 13. února do 23. července 1973. Zúčastnili se jí českoslovenští a íránští vědci, především entomologové. Expedice navazovala na předešlou výpravu z roku 1970. Sbírka Národního muzea byla obohacena o exotické druhy hmyzu a rostlin. Bylo popsáno i několik dosud neznámých druhů. Výzkum byl orientován i prakticky a pomohl boji se škůdci.

## Účastníci

### Československý tým
- Dr. Adolf Čejchan, CSc. - entomolog
- Dr. Jiří Dlabola, CSc. - entomolog
- Dr. Ludvík Hoberlandt, CSc. - entomolog, vedoucí expedice
- Otto Janka - publicista
- Dr. Josef Jelínek - entomolog
- Dr. Jan Ježek - entomolog
- Dr. Ivo Kovář - entomolog
- Dr. Jiří Soják, CSc. - botanik
- Karel Štich - řidič a mechanik

### Íránský tým
- Dr. Hushang Burumand - entomolog
- Dr. Abbás Hašemi - entomolog
- Alí Ilkhani - řidič a mechanik
- Dr. Muhammad Safavi - entomolog
- Mahmud Maneki Zadeh - preparátor

## Hlavní oblasti sběru
- Kermánská poušť
- Velká písečná poušť Lút
- vnitrozemí íránského Balúčistánu
- pobřeží Indického oceánu
- sopečné pohoří Táftán
- hory Džamalbáriz
- Bandar Abbás
- Džazmorián
- provincie Šíráz

## Výsledky expedice
Sbírka expedice obsahovala:
- 100 000 exemplářů hmyzu
- 7 000 rostlin

## Expediční vozidlo
Praga V3S s vlekem.